# Novo mesto városi község
Novo mesto városi község (szlovénul Mestna občina Novo mesto) Szlovénia 212 alapfokú közigazgatási egységének, azaz községének, illetve ezen belül a 11 városi községnek egyike. Központja Novo mesto város. Lakosainak száma 37 430 fő (2020. július 1.).

## Földrajzi helyzete
A község északon Trebnje és Mokronog - Trebelno községekkel, keleten Šmarješke Toplice és Šentjernej községekkel, délen Horvátországgal valamint Metlika és Semič községekkel, nyugaton pedig Straža és Mirna Peč községekkel határos.

## Története
A független Szlovénia közigazgatásának létrehozásakor még az ország legnagyobb területű községe volt. 1994-ben vált ki belőle Škocjan község, 1998-ban Dolenjske Toplice, Mirna Peč, Šentjernej és Žužemberk, 2006-ban pedig Straža és Šmarješke Toplice községek.

## Települései
Birčna vas, Boričevo, Brezje, Brezovica pri Stopičah, Češča vas, Črešnjice, Črmošnjice pri Stopičah, Daljni Vrh, Dobovo, Dolenja vas, Dolenje Grčevje, Dolenje Kamenje, Dolenje Karteljevo, Dolenje Lakovnice, Dolenji Suhadol, Dolnja Težka Voda, Dolž, Gabrje, Golušnik, Gorenje Grčevje, Gorenje Kamence, Gorenje Kamenje, Gorenje Karteljevo, Gorenje Kronovo, Gorenje Lakovnice, Gorenje Mraševo, Gorenji Suhadol, Gornja Težka Voda, Gumberk, Herinja vas, Hrib pri Orehku, Hrušica, Hudo, Iglenik, Jama, Jelše pri Otočcu, Jugorje, Jurna vas, Konec, Koroška vas, Koti, Križe, Kuzarjev Kal, Laze, Leskovec, Lešnica, Lutrško Selo, Mala Cikava, Male Brusnice, Mali Cerovec, Mali Orehek, Mali Podljuben, Mali Slatnik, Mihovec, Novo mesto, Otočec, Paha, Pangrč Grm, Petane, Petelinjek, Plemberk, Podgrad, Potov Vrh, Prečna, Pristava, Rajnovšče, Rakovnik pri Birčni Vasi, Ratež, Sela pri Ratežu, Sela pri Zajčjem Vrhu, Sela pri Štravberku, Sevno, Smolenja vas, Srebrniče, Srednje Grčevje, Stopiče, Stranska vas, Suhor, Šentjošt, Škrjanče pri Novem mestu, Štravberk, Travni Dol, Trška Gora, Uršna sela, Velike Brusnice, Veliki Cerovec, Veliki Orehek, Veliki Podljuben, Veliki Slatnik, Verdun, Vinja vas, Vrh pri Ljubnu, Vrh pri Pahi, Vrhe, Zagrad pri Otočcu, Zajčji Vrh pri Stopičah, Ždinja vas, Žihovo Selo.

## Népesség
| Lakosok száma | 35 436 | 35 848 | 36 245 | 36 395 | 36 320 | 36 344 | 36 480 | 36 435 | 37 280 | 37 430 |
|               | 2008   | 2009   | 2011   | 2012   | 2013   | 2015   | 2016   | 2017   | 2019   | 2020   |

## Fordítás
- Ez a szócikk részben vagy egészben  a   Mestna občina Novo mesto című szlovén Wikipédia-szócikk ezen változatának fordításán alapul.  Az eredeti cikk szerkesztőit annak laptörténete sorolja fel. Ez a jelzés csupán a megfogalmazás eredetét és a szerzői jogokat jelzi, nem szolgál a cikkben szereplő információk forrásmegjelöléseként.